# Druga Cieśnina Kurylska
Druga Cieśnina Kurylska (ros. Второй Курильский пролив, Wtoroj Kurilskij proliw) – cieśnina oddzielająca wyspy Szumszu i Paramuszyr. Łączy Morze Ochockie z otwartym Oceanem Spokojnym. Ma 1,8 km szerokości (w najwęższym miejscu) i jest najwęższą z cieśnin na Wyspach Kurylskich. W cieśninie występują silne pływy morskie. Nad brzegami cieśniny leży miasto Siewiero-Kurilsk. W lipcu 1773 roku do cieśniny dotarł Potap Kuzmicz Zajkow. 